# Żerkowice (Petite-Pologne)
Pour les articles homonymes, voir Żerkowice.
Żerkowice est une localité polonaise de la gmina d'Iwanowice, située dans le powiat de Cracovie en voïvodie de Petite-Pologne.